# Stadion Płowdiw
Stadion Płowdiw (bułg. Стадион Пловдив) – wielofunkcyjny stadion w Płowdiwie, w Bułgarii. Został otwarty 9 września 1954 roku. Może pomieścić 55 000 widzów, co czyni go największym stadionem w kraju.
Stadion został wybudowany w latach 1952–1954 i zainaugurowany 9 września 1954 roku. Pierwotnie jego pojemność wynosiła 33 000 widzów. W 1968 roku oddano do użytku drugi poziom trybun po zachodniej stronie oraz sztuczne oświetlenie. W 1988 roku oddano do użytku pozostałą część drugiego poziomu trybun, powstała wówczas również tablica informacyjna na południowym łuku. Po transformacji ustrojowej zaniechano dalszych prac i stadion nie został w pełni ukończony, z czasem zaczął też powoli niszczeć. Na obiekcie w przeszłości grywały miejscowe kluby piłkarskie, często gościł on lokalne derby i występy klubów z Płowdiwa w europejskich pucharach. Na arenie dwa oficjalne spotkania towarzyskie rozegrała piłkarska reprezentacja Bułgarii, 28 marca 1973 roku ze Związkiem Radzieckim (1:0) i 13 kwietnia 1974 roku z Czechosłowacją (0:1); 18 maja 1983 roku na obiekcie odbył się także mecz eliminacyjny do turnieju piłkarskiego na Igrzyskach Olimpijskich 1984 (Bułgaria – Związek Radziecki 2:2). Na stadionie rozgrywano również imprezy lekkoatletyczne, m.in. w 1990 roku odbyły się na nim Mistrzostwa Świata Juniorów. 